# Asparrena
Asparrena és un municipi d'Àlaba, de la Quadrilla de Salvatierra. Asparrena vol dir "la part baixa de la penya" o "part inferior de la penya". Atz (penya) Barren (part inferior o baixa) i l'article -a.

## Nuclis de població
El principal nucli del municipi és la població d'Araia, on es concentren les/3 4 parts de la població, així com la major part dels serveis. Els 9 restants pobles que integren el municipi són petits llogarets d'escassa població i que formen concejos dotats de certa autonomia administrativa dintre del municipi. El municipi d'Asparrena és membre de la Parzoneria General de Guipúscoa i Àlaba, situada al sud de Guipúscoa. En aquest municipi va néixer Félix Ormazábal Ascasibar, Diputat General de la Província de Alava, pel partit EAJ-PNB, entre el 13 juliol 1.995 i 26 juliol 1999. Altres nuclis de població:
- Albeniz.
- Amézaga de Asparrena.
- Andoin.
- Araia.
- Arriola.
- Eguino.
- Gordoa.
- Ibarguren.
- Ilarduia.
- Urabain.

## Eleccions municipals 2007
Vuit van ser els partits que van presentar candidatura en aquest municipi; EAJ-PNB, EA, PP, PSE-EE, EB-BERDEAK, ARALAR, i dues candidatures independents. Aquests van ser els resultats: 
- Aralar : 256 vots (4 escons)
- Eusko Alkartasuna : 183 vots (3 escons)
- Eusko Alderdi Jeltzalea - Partit Nacionalista Basc : 122 vots (1 escó)
- Candidatura Independent d'Asparrena : 81 vots (1 escó)
- Ezker Batua - Berdeak : 44 vots (0 escons)
- Partit Socialista d'Euskadi - Euskadiko Ezkerra : 36 (0 escons)
- Partit Popular : 33 (0 escons)
- Agrupació Independent de Asparrena 2 : 18 vots (0 escons)

Aquests resultats van donar com guanyador a l'actual alcalde del municipi, Diego Xabier Gastañares Zabaleta, per part del partit independentista Aralar. EA es va quedar amb un escó menys que la formació vencedora, mentre que EAJ-PNB i una de les formacions independents es van haver de conformar amb un escó. Per altra banda, EB-B, PSE-EE, PP i la segona formació independent, no van obtenir cap representació en l'ajuntament. Destacar també el gran suport a la candidatura il·legalitzada de l'esquerra abertzale EAE-ANV, ja que el vot nul va anar de 162 vots, superant totes les candidatures, excepte la de Aralar i EA.

## Economia
En l'economia local destaca el Polígon d'Asparrena-San Millán, situat al costat de la carretera N-1, a cavall d'ambdós municipis i entre els pobles d'Albéniz, Amézaga, Eguilaz i San Román de San Millán. Aquest polígon alberga una quinzena d'empreses, entra les quals destaquen Gelats Nestlé (antic Gelats Miko), Europark -distribuïdora d'automòbils d'importació-, Pferd Rüggeberg (Caballito) o la base logística de Michelin para els pneumàtics que fabrica en la seva planta de Vitòria.

## Personatges cèlebres naturals d'Asparrena
- Ramón Ortiz de Zárate (1817-1883): polític i escriptor fuerista. Va ser Diputat en nombroses ocasions. Havia nascut a Arriola.
- Germán Landazabal (1884-1953): músic i compositor.
- Andoni Urrestarazu Umandi (1902-1993): escriptor i un dels principals promotors de la recuperació de l'euskera a Àlaba.
- Jesús Moraza (1945): bisbe catòlic de Lábrea a l'estat d'Amazones (Brasil).
- Félix Ormazábal (1940): polític del PNB. Entre altres càrrecs va ser Diputat General d'Àlaba entre 1995 i 1999
- Ignacio Arakama Mendia, Makario (1951): conegut ex-dirigent d'ETA actualment a la presó. És natural d'Ibarguren.
- Javier Alkorta, Txortas (1957): actor teatral i director del Festival de Teatre d'Humor d'Araia.
- José Luis Ruiz de Gordoa (1957): compositor i docent.
- Alberto López de Munain (1972): ciclista professional.

Encara que no eren naturals del municipi, van tenir-hi gran influència els germans Serafín i Carlos Ajuria, que, a principis del segle xx, amb la seva empresa Ajuria van promoure la industrialització i el creixement del poble d'Araia.